# Erlau (RUD-Marke)

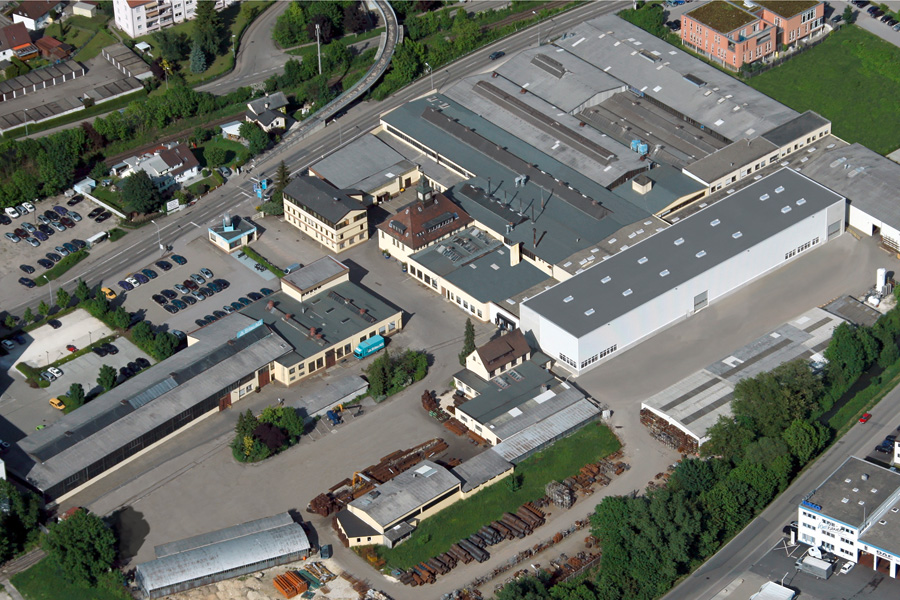
Das RUD-Werk in Aalen, in dem die Produkte der Marke Erlau produziert werden, 2012

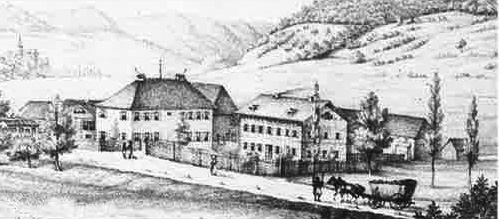
Erlau AG, Stich aus dem Jahr 1845

Ehemaliges Logo der Erlau AG

Erlau ist eine Marke der RUD-Gruppe. Die Marke ist im Jahr 2018 aus der 1828 gegründeten Erlau AG hervorgegangen, nachdem das Unternehmen mit der bisherigen Muttergesellschaft RUD Ketten Rieger & Dietz GmbH u. Co. KG fusionierte. Die gesamte RUD Gruppe erzielt mit über 1500 Mitarbeitern in über 120 Ländern einen Umsatz von über 200 Millionen €.
Unter dieser Marke werden Reifenschutzketten vertrieben sowie Objekteinrichtung wie Außenmöbel, Bewegungsgeräte, mobile Tischbeete und barrierefreie Ausstattungen von Sanitärbereichen.

## Geschichte
1828 gründeten die drei Aalener Bürger Betzler, Fürgang und Anderwerth auf der „Erlen-Au“ in Aalen die Drahtzugeinrichtungsfirma „Betzler, Fürgang & Co.“. Man zog den Draht mit Handzangen ruckartig durch Ziehplatten und haspelte ihn dann auf Trommeln auf. 1851 begann man als erste Fabrik in Süddeutschland mit der Herstellung von Ketten. 1870 wurde die Personengesellschaft in eine Aktiengesellschaft, die Erlau AG, umgewandelt und mit anfänglichem Aktienkapital von 250.000 Gulden ausgestattet. Mit der Städtischen Industriebahn Aalen bekam es bald darauf auch einen direkten Anschluss an das Eisenbahnnetz. 1924 zählte das Unternehmen mit der ersten gefertigten Schneekette zu den deutschlandweit wichtigsten Kettenherstellern. 1939/1940 wurde eine neue Fabrikhalle mit modernsten Kettenschweißautomaten eingeweiht.
Der Zukauf des Wettbewerbers Pistor-Kette, Wuppertal und des bekannten Kettenherstellers Hetz in Ettlingen folgten. Ergebnis war die Marktpremiere des für Gleitschutzketten wie für Reifenschutzketten wichtigen Steg-Ring-Systems.
Ab 1956 wurde mit der Produktion von Garten- und Terrassenmöbeln begonnen. 1972, beim Gestaltungs- und Ideenwettbewerb für den Olympiapark, entwickelte die Erlau AG anlässlich der Olympischen Sommerspiele in München das Sitzgruppen Olympia Programm. 1988 kam die Erlau AG in den RUD-Familienkonzern.
2003 trat mit Jörg Steffen Rieger, Johannes Rieger und Florian Rieger die fünfte Generation die Unternehmensführung an. Florian Rieger starb 2004 in Rumänien bei einem Verkehrsunfall. 2009 trat der letzte Sohn, Benjamin T. Rieger, der Konzernführung bei. Bis Juli 2010 investierte die RUD Gruppe 3,5 Mio. € im Rahmen einer Kapazitätserweiterung in eine neue vollautomatische Beschichtungsanlage. Diese Anlage ermöglicht die Beschichtung mit den Verfahren Wirbelsinterung und elektrostatischer Pulverbeschichtung.
Im Jahr 2018 fusionierte die Erlau AG mit der RUD Ketten Rieger & Dietz GmbH u. Co. KG, deren Tochtergesellschaft das Unternehmen bisher war. Seitdem ist Erlau eine Marke der RUD Gruppe.  

## Produkte

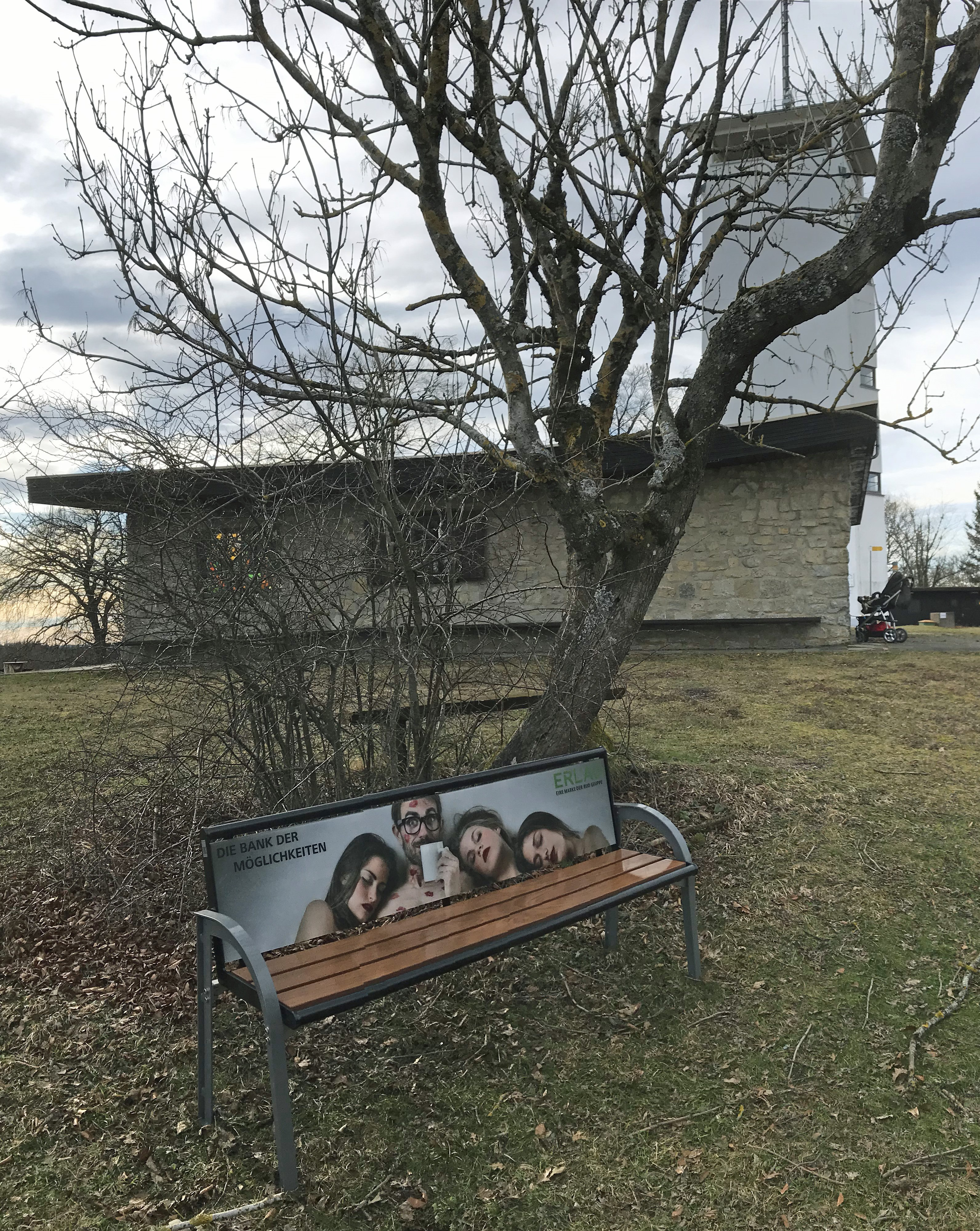
Diese Erlau-Bank auf dem Volkmarsberg sorgte im Januar 2020 für Ärger.

Die Marke Erlau gliedert sich in drei Bereiche.
RUD-Erlau Reifenschutzketten
Reifenschutzketten sind dichte, bewegliche Kettennetze aus legiertem Edelstahl. Sie dienen zum Schutz der Reifenlaufflächen und der Reifenflanken von Erdbewegungsmaschinen, die sowohl im Bergbau über Tage und unter Tage, in Schlacke, Steinbruch und im Recycling eingesetzt werden können.
Erlau Objekteinrichtung
2014 wurden die beiden Unternehmensbereiche „Freiraumausstattung“ und „barrierefreie Konzepte“ zum Bereich „Objekteinrichtung“ zusammengefasst.
Die „Objekteinrichtung Außen“ umfasst stabile, wetterfeste Möbel für Außenanlagen, z. B. von Kommunen, Unternehmen oder Verkehrsbetrieben. Dazu zählen Sitzbänke, Sitzgruppen, Tische und Stühle, Liegen, Abfallbehälter, Fahrradparksysteme, Poller, Pflanzschalen, mobile Tischbeete und Bewegungsgeräte.
Die „Objekteinrichtung Innen“ beinhaltet barrierefreie Produkte für Sanitärbereiche. Dazu zählen Stütz- und Haltegriffsysteme, Duschsitze, Brausestangen, Duschhandläufe, Duschvorhangstangen, Wanneneinstiegshilfen und umfangreiche Bad-Accessoires wie Handtuchhalter oder diverse Ablagen. Die Produkte aus dem Bereich „Objekteinrichtung Innen“ finden im Privatbad und im öffentlichen Sanitärbereich Verwendung, sei es in Krankenhäusern, Pflegeheimen oder in Schwimmbädern.
Erlau Lohnbearbeitung
Mit ihrer vollautomatischen Beschichtungsanlage kann Erlau wirbelsintern, elektrostatisch beschichten und beide Verfahren kombinieren.